# 广东农工商职业技术学院
广东农工商职业技术学院，简称广东农工商职院，是一所位于广东省广州市的全日制普通高等院校，学校代码为 12322。

## 历史
学校前身为创办于1952年的广东农垦机务学校，1984年开始举办大专学历教育，2000年由成人高校转制为全日制普通高等院校，更名为广东农工商职业技术学院。2012年被广东省教育厅确定为广东省示范性高职院校建设项目立项建设单位。